# Sedum schizolepis
Sedum schizolepis är en fetbladsväxtart som beskrevs av Fröderstr.. Sedum schizolepis ingår i Fetknoppssläktet som ingår i familjen fetbladsväxter. Inga underarter finns listade i Catalogue of Life.